# 山口県庁
山口県庁（やまぐちけんちょう）は広域自治体たる山口県の行政機関（役所）である。

## 概要
知事をトップとする知事部局内に9部を有し、各部局のもとに課室を配する。2006年4月に大々的な機構改革が行われたが、そののちも随時見直しが行われている。
外局として工業用水道事業・電気事業を担当する山口県企業局（地方公営企業）、議会事務局および各行政委員会事務局、県の教育行政を担当する県教育庁により組織されている。
特色ある部署
- 岩国基地対策室 - 1985年に設置、総務部所管。在日米軍岩国基地の関連事業、在日米軍再編に関する業務を取り扱う。
- 中山間地域づくり推進室 - 2006年設置、地域振興部→総合企画部所管。県域の多くを占める中山間地域の活性化を図る。
- こども・子育て応援局 - 2015年設置、健康福祉部所管。子育て支援事業の強化のために従来の「こども未来課」を部内局に格上げ[1]。
- ぶちうまやまぐち推進課 - 2015年設置、農林水産部所管。旧・企画流通課を組織改編したもので、農林水産業の「6次産業化」「地産地消」を推進する[1]。「ぶちうま」は山口弁の「ぶちうまい」（とってもおいしい）に由来[2]。

行財政の課題
財政状況が厳しさを増すなか、財政調整基金の残高が減少を続けており、支出のうち施策的経費の取捨選択を行うことで財政硬直化を解消する取り組みが行われている。

## 組織
以下は、山口県行政組織規則（昭和43年4月1日山口県規則第15号、令和3年4月1日一部改正施行）、山口県企業局の組織等に関する規程（昭和49年4月1日山口県企業管理規程第1号、平成28年4月1日一部改正施行）および山口県教育委員会行政組織規則（昭和45年6月1日山口県教育委員会規則第10号、平成29年4月1日一部改正施行）による。
[表示]をクリックすると一覧を表示
山口県議会
- 議会事務局

知事部局（本庁内組織に限る）
- 知事
  - 副知事
    - 総務部
      - 人事課
      - 給与厚生課
      - 学事文書課
      - 管財課
      - 税務課
      - 防災危機管理課
      - 岩国基地対策室
      - 消防保安課
      - 財政課
      - 秘書課

    - 総合企画部
      - 政策企画課
      - 山口ゆめ花博推進室
      - 広報広聴課
      - 統計分析課
      - 中山間地域づくり推進室
      - 市町課
      - デジタル推進局
        - デジタル政策課
        - デジタル・ガバメント推進課

    - 産業戦略部
    - 環境生活部
      - 県民生活課
      - 地域安心・安全推進室
      - 人権対策室
      - 男女共同参画課
      - 環境政策課
      - 生活衛生課
      - 廃棄物・リサイクル対策課
      - 自然保護課

    - 健康福祉部
      - 厚政課
      - 指導監査室
      - 医務政策課
      - 医務保険課
      - 健康増進課
      - 薬務課
      - 長寿社会課
      - 障害者支援課
      - こども・子育て応援局
        - こども政策課
        - こども未来課

    - 商工労働部
      - 商政課
      - 新産業振興課
      - 企業立地推進課
      - 経営金融課
      - 労働政策課

    - 観光スポーツ文化部
      - 観光政策課
      - 観光プロジェクト推進室
      - インバウンド推進室
      - 交通政策課
      - 国際課
      - スポーツ推進課
      - 文化振興課
      - 県史編さん（纂）室

    - 農林水産部
      - 農林水産政策課
      - 団体指導室
      - ぶちうまやまぐち推進課
      - 農業振興課
      - 農村整備課
      - 畜産振興課
      - 森林企画課
      - 森林整備課
      - 水産振興課
      - 漁港漁場整備課

    - 土木建築部
      - 監理課
      - 技術管理課
      - 道路整備課
      - 道路建設課
      - 都市計画課
      - 砂防課
      - 河川課
      - 港湾課
      - 建築指導課
      - 住宅課

    - 会計管理局
      - 会計課
      - 物品管理課

企業局
- 公営企業管理者
  - 総務課
  - 電気工水課

委員会事務局
- 監査委員-事務局
- 労働委員会-事務局
- 人事委員会-事務局
- 選挙管理委員会-事務局
- 教育委員会
  - 教育庁
    - 教育政策課
    - きらめきワークセンター
    - 教職員課
    - 義務教育課
    - 高校教育課
    - 特別支援教育推進室
    - 社会教育・文化財課
    - 人権教育課
    - 学校安全・体育課

## 出先機関
県内各地に、知事部局各課の所管する出先機関が89機関ある。かつては郡部を含め県内全域に分散していた県出先機関は、近年の組織再編の流れの中で統廃合がすすめられ、県が設定する8つの地域における中心都市の『総合庁舎』内に大部分が集約されるようになった。
『総合庁舎』内には、各地域名を冠した県税事務所、県民局、健康福祉センター、土木建築事務所などの県出先機関が入居する。なお、農林水産部の出先機関については総合庁舎外に集約されたものも存在する。
また、県財政が厳しい中、出先機関見直しの議論は知事部局所管機関に限定されず、教育庁の所管する県立高等学校 （分校含む） や県警本部の所管する警察署にも改革の波が及び、それらの統廃合が進められてきた。

## 外郭団体
山口県の外郭団体は合計18団体ある。代表的なものは以下のとおり。（以下に挙げたものはすべて財団法人）
- やまぐち産業振興財団 - 産業技術振興のための調査研究、活動支援
- 山口県ひとづくり財団 - 山口県セミナーパーク（山口市）など県内研修施設の管理運営。2004年に山口県教育財団、自治研修所、社会福祉研修所、生涯教育センターなどを統合して成立。
- 山口県国際総合センター - 山口県国際総合センター（海峡メッセ下関、下関市）の管理運営
- 山口県ニューメディア推進財団 - 市町村向け高度情報化支援、ニューメディアプラザ山口（山口市）の管理運営など
- 山口県文化振興財団 - 地域文化活動支援、秋吉台国際芸術村（美祢市）の管理運営など
- 山口県施設管理財団- 維新百年記念公園（山口市）の管理運営

なお、県が100%出資する公社は3公社が存在していた（山口県土地開発公社、山口県住宅供給公社、山口県道路公社）が、2016年3月末ですべて廃止されている。また、外郭団体の中には中国電力の筆頭株主を務め、配当金の運用を行っていた山口県振興財団があったが、これも2012年3月末に解散している。

## 関連施設
山口県が設置・運営するなどした主な施設は以下の通りである。近年指定管理者制度の導入や地方独立行政法人化が進められており、県が直接運営する施設は少なくなっている。
[表示]をクリックすると一覧を表示
文化・社会教育
- 山口県立図書館・山口県文書館（山口市、以下同じ）
- 山口県立美術館
- 山口県立山口博物館
- 山口県政資料館
- 維新百年記念公園
- 山口きらら博記念公園・きらら浜自然観察公園
- 山口県セミナーパーク
- 山口県国際総合センター（海峡メッセ下関）（下関市）
- 山口県立萩美術館・浦上記念館（萩市）
- 山口県民文化ホールいわくに（シンフォニア岩国）（岩国市、以下同じ）
- 山口県ふれあいパーク
- 山口県スポーツ交流村（光市）
- 山口県民芸術文化ホールながと（ルネッサながと）（長門市）
- やまぐちフラワーランド（柳井市）
- 秋吉台国際芸術村・秋吉台少年自然の家（美祢市）
- 周南総合庁舎さくらホール（周南市）

学校教育
- 県立高等学校（各市町、計60校）
- 山口県立下関中等教育学校（下関市、以下同じ）
- 下関商業高等学校定時制（全日制は下関市立）
- 山口県立高森みどり中学校（高森高校併設）（岩国市）
- 県立総合支援学校（7市1町、計12校）

健康福祉
- 山口県立萩看護学校（萩市）
- 山口県総合保健会館（山口市）

土木・交通・防災
- 山口宇部空港（宇部市）
- 岩国港・徳山下松港・宇部港
- 菅野ダム・川上ダム・佐波川ダム・厚東川ダム・木屋川ダム・小瀬川ダム
- 山口県総合交通センター（山口市、以下同じ）
- 山口県消防学校
- 山口県大島防災センター（周防大島町）

農林水産
- 山口県立農林総合技術センター（山口市）
  - 山口県立農業大学校（防府市）
- 下関水産振興局（下関漁港）（下関市）

地方独立行政法人による運営に移行した施設
- 山口県立大学（山口市）
- 山口県立総合医療センター（山口市）
- 山口県立こころの医療センター（宇部市）

## 関連人物
- 濱村秀雄 - 陸上競技選手（マラソンランナー）。県教育委員会に在籍。
- 金子誠一 - 陸上競技選手（マラソンランナー）。元日本ろう記録保持者。障害者支援課に在籍。
- 大泉博子 - 衆議院議員（民主党）。元副知事。
- 桝屋敬悟 - 元衆議院議員（公明党）。元民生部高齢福祉課長補佐。
- 渡辺純忠 - 山口市長。元水産部長。
- 池田豊 - 防府市長。元総務部長。

### 注記
1. ↑  ここでいう中心都市とは、岩国市、柳井市、周南市、山口市、萩市、宇部市、長門市、下関市の8市を指す。なお、長門市には『総合庁舎』がない。機関によっては、岩国が柳井の、山口が宇部（厚狭）の、萩が長門の業務を担当することもある。防府市にも防府総合庁舎があったが、防府の出先機関の大半は2010年4月に廃止、山口総合庁舎内の各機関に統合され、残った出先機関及び支所も2025年1月に開館した防府市役所内に移転した[3]。
2. ↑  最近建設された『総合庁舎』には以下のように文化施設を併設するものがある。
  - 岩国総合庁舎　（1996年完成） - シンフォニア岩国　（コンサートホール、指定管理者制度導入）
  - 周南総合庁舎　（2004年完成） - さくらホール　（多目的ホール）
3. ↑  下関農林事務所（下関市豊田町）や柳井地区の田布施農林事務所（田布施町）など
4. ↑  外郭団体の定義は自治体によって異なるが、山口県では「その事業内容が、県行政と密接な関連を有し、県単独又は市町村や民間との共同出資により設立された団体で、県が基本財産等の4分の1以上出資又は出捐している団体及びそれに準ずる団体」としている。1995年には44団体があった。昨今の行政改革により、外郭団体の整理統合、県からの財政支援額の抑制、県職員出向人数の減少がはかられ、業務の外部委託や施設管理の指定管理者制度の導入が進められていることもあり、外郭団体のあり方は大きく変化してきている。2018年4月現在の外郭団体一覧は 行政管理班・外郭団体一覧、または 外郭団体の概要・出資状況（PDFファイル） を参照。